# 泰瑟
泰瑟（taser），或意譯成電擊槍，是由美國泰瑟公司製造的電槍。
可以使人被擊中後丧失行動能力。
属於一種低致命性武器，但仍有人因被泰瑟槍電擊後死亡。

## 詞源
英文“TASER”一词的本意是“Thomas A. Swift Electric Rifle”的缩写，来源于其发明人——美国国家航空航天局的核物理学博士杰克·科弗（John "Jack" Higson Cover，1920～2009）童年最喜欢的一本青年科幻读物《Tom Swift and His Electric Rifle》。

## 設計
泰瑟槍是一種與電擊棒完全不同的武器，雖然兩者同樣是利用電流作攻擊動能，但泰瑟槍在發射後會有兩支針頭連導線直接擊進對方體內，繼而利用電流擊倒對方。
泰瑟槍沒有子彈，它是靠發射帶電“飛鏢”來制服目標的。它的外形與普通手槍十分相似，裡面有一個充滿氮氣的氣壓彈夾。扣動扳機後，彈夾中的高壓氮氣迅速釋放，將槍膛中的兩個電極發射出來。兩個電極就像兩個小“飛鏢”，它們前面有倒鉤，後面連著細絕緣銅線，命中目標後，倒鉤可以鉤住犯罪嫌疑人的衣服，槍膛中的電池則通過絕緣銅線釋放出高壓，令罪犯渾身肌肉痙攣，縮成一團。
泰瑟槍的最大射程為7米，“飛鏢”的速度為每秒60米。它可以隔著5厘米厚的衣服放電，並在5秒鐘內多次放電，每次持續時間為百萬分之一秒。
為了防止警察濫用槍支，隨便開火，泰瑟槍在設計時還增加了記錄功能。使用者在扣動扳機後，槍膛後面會彈出許多小紙屑，上面印有本槍的序列號，調查人員可通過它們輕而易舉地查到槍的主人，此外槍內還有一個微型芯片，專門記錄每次射擊的日期和時間。

## 衍生型
- 泰瑟 M26
- 泰瑟 X26
- 泰瑟 C2
- 泰瑟 X2
- 泰瑟 X3
- 泰瑟  7
- 泰瑟 10

## 爭議
一些組織認為用泰瑟槍對待犯罪者，是為不人道和恐怖。

## 採用
由於泰瑟系列電槍獲多國的保安部隊和警隊選擇作為制式槍械使用，因此具有極高的知名度。跟電擊棒一樣，泰瑟槍在某些國家是保安及警察的常規防暴工具，在民間市場也頗為常見，成為了平民防身用的物品。
也因為低致命性和方便使用的特質，泰瑟槍亦獲得某些航空公司的飛行員和航空警察所配備：
- ：澳洲航空航空警察
- 愛爾蘭：愛爾蘭航空
- ：大韓航空
- 新加坡：新加坡航空
- 泰國：泰國國際航空
- 英国：英國航空、維珍航空
- 美国：聯合航空

## 使用國
- 安道尔
  - 警察單位
- 阿根廷
  - 布宜諾斯艾利斯警察
- - 澳洲聯邦警察
  - 特警單位
- 巴西
  - 市政警察
  - 憲兵單位
  - 特警單位
  - 私人保安公司
- 加拿大
  - 警察單位
- 芬兰：試用性質。
- 法國
  - 法國國家憲兵
  - 法國國家警察
- 德国
  - 邦警察特別行動突擊隊
- 希腊
  - 警察單位
- 義大利
  - 警察單位（部份裝配）
- 冰島
- 愛爾蘭
  - 愛爾蘭和平衛隊緊急應變單位
  - 航空警察
- 以色列
  - 以色列國防軍
  - 警察單位
- 马来西亚
  - 馬來西亞皇家警察
- 新西兰
  - 警察單位
- 波蘭
  - 特種部隊單位
- 新加坡
  - 新加坡警察部隊
- 瑞典
  - 警察單位
- 泰國
  - 警察單位
- 英国
  - 警察單位
- 美国
  - 美國武裝部隊
  - 美國警察
  - 聯邦調查局人質拯救隊
  - 多個執法機關
- 梵蒂冈
  - 瑞士近衛隊

## 登場作品

### 電子遊戲
- 2012年—：命名為“Zeus x27”，只在近距離有效而且攻擊機會只有1次，發射後會立刻扔棄，能夠以一擊“殺死”敵人。沒有任何額外獎勵。
- 2013年—《俠盜獵車手5》：命名為“stun gun”可於故事模式的槍具店中以100元遊戲幣購買，擁有無限發子彈，可在短距離內命中NPC，每4秒可以射一發，雖然傷害極低，但可以使被命中的NPC抽搐，抽搐完會直接死亡，線上模式在2022年更新后可以被购买，被擊中的玩家只會受到0.2的傷害並且倒地抽搐，抽搐完的玩家仍然可以正常站起。
- 2015年—：命名為“T62 CEW”，奇怪的配備小型綠點鏡，歸類為配槍（單人模式時歸類為工具），最高可攜帶10+1發電磁匣，只在近距離有效，並能一擊制伏敵人，以實施“非致命擊倒”（Non-Lethal Takedown）。武器商店中價格為$21,000，能夠由雙方所有職階使用。單人模式當中則能夠由主角尼古拉斯·門多薩所使用，也於第5集關卡中由追捕門多薩和其他逃犯的警察所使用。
- 2016年—《看门狗2》：命名為 “2EZ”（Too easy），主角初始武器，無法被更換，非致命，單發無限“子彈”。[2][3]
- 2021年—《嚴陣以待》：命名為“Taser”。